# 편두
편두(扁豆)는 콩과에 딸린 여러해살이풀이거나 한해살이풀이다. 원산지는 남아메리카 열대지방이다. 편두라는 이름은 콩이 납작하다고 해서 붙었다. 다른 콩이나 팥에 비해 편두의 단면은 길다랗게 보일 만큼 납작하다. 제비콩·까치콩이라고도 부른다. 원산지와 달리 한국에서는 한해살이풀이다.

## 생태
잎은 3출엽이며 잎자루가 길다. 작은 잎은 넓은 난형이며 길이 5~7 센티미터로 끝이 갑자기 뾰족해지며 가장자리는 밋밋하다. 꽃은 7~9월에 피고 자주색 또는 흰색이고 잎겨드랑이에서 수상꽃차례에 달린다.
열매는 협과로 낫 모양이고 길이 6 센티미터, 너비 2 센티미터로 씨가 5개 정도 들어 있다.

## 사진

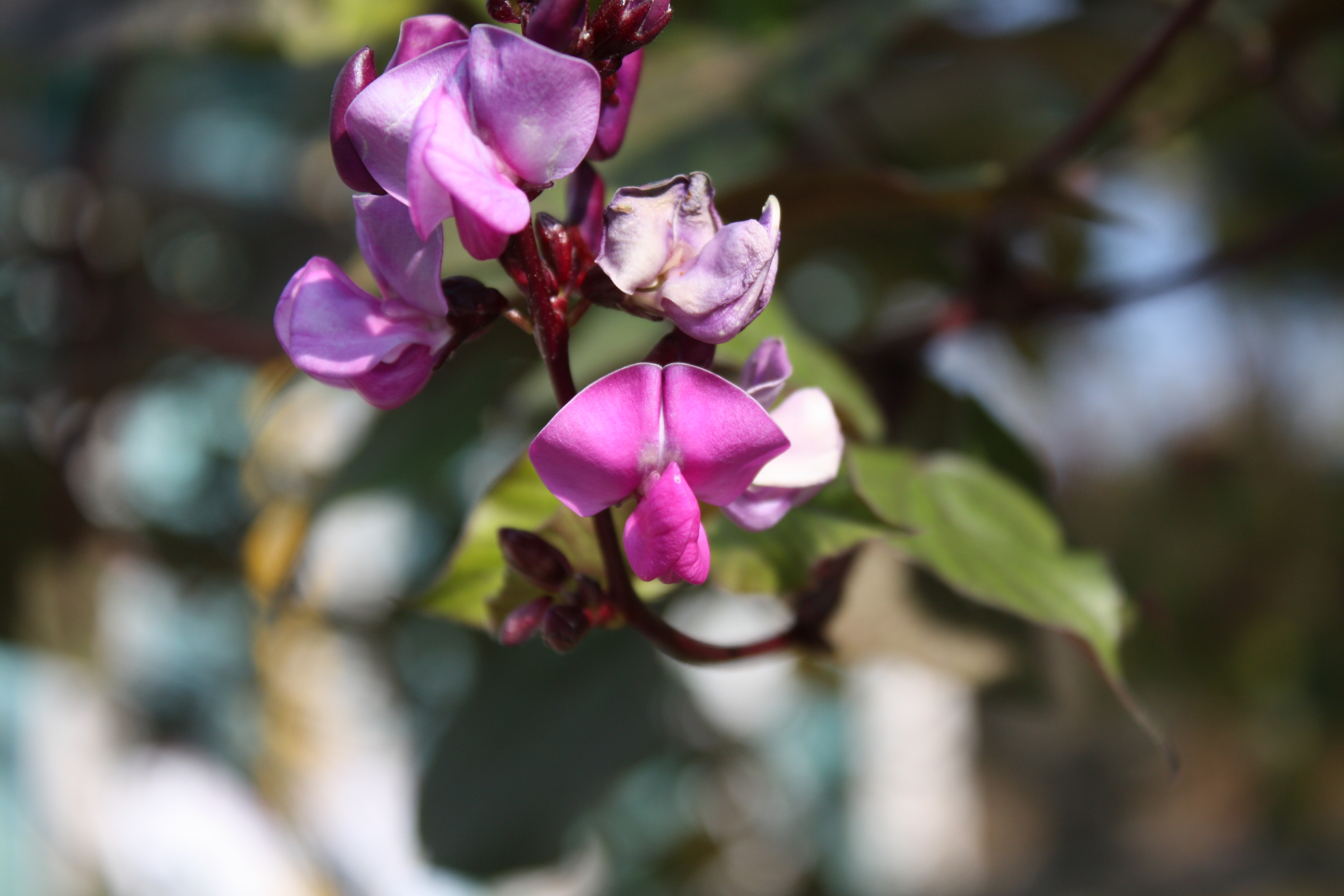
꽃 가까이
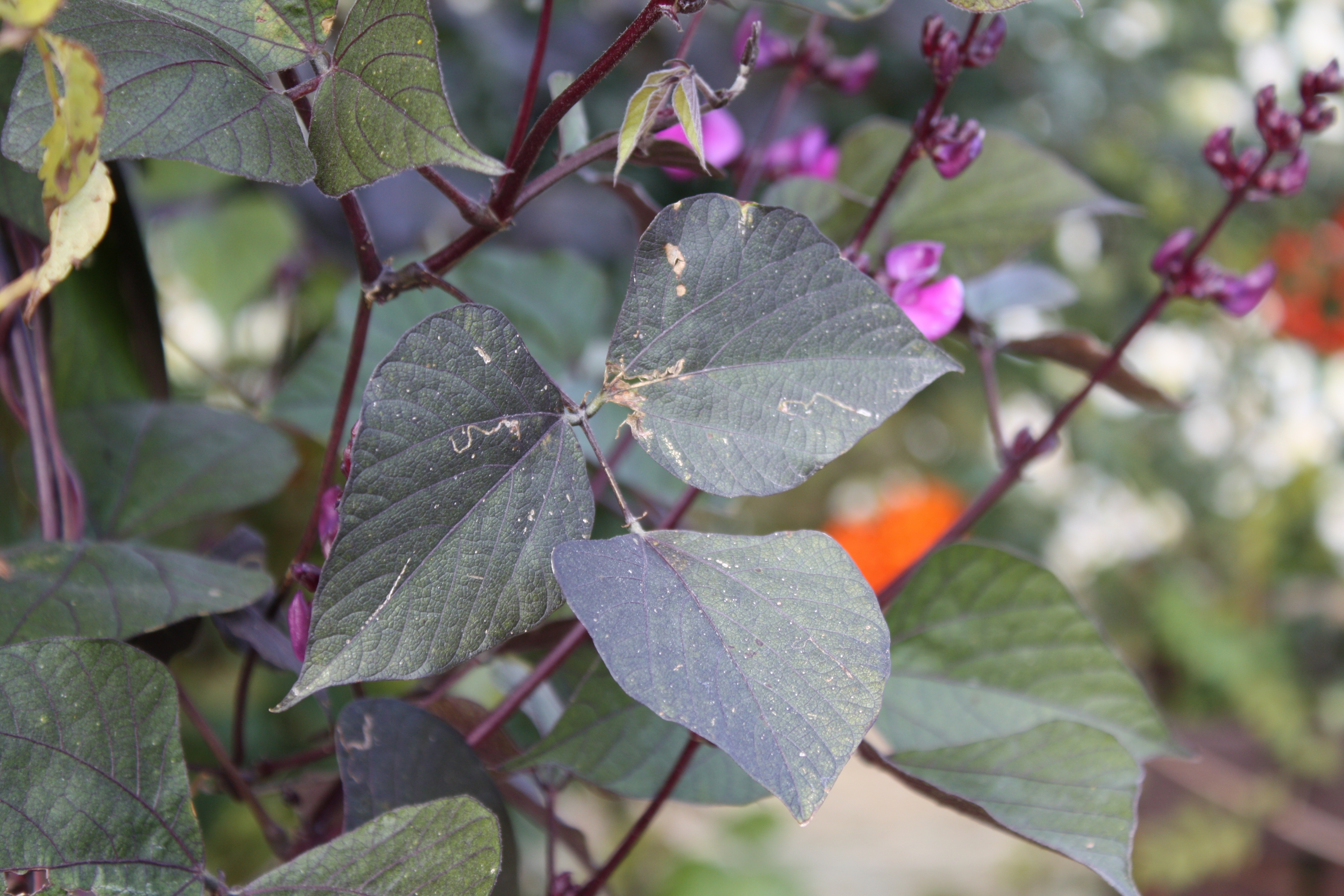
잎
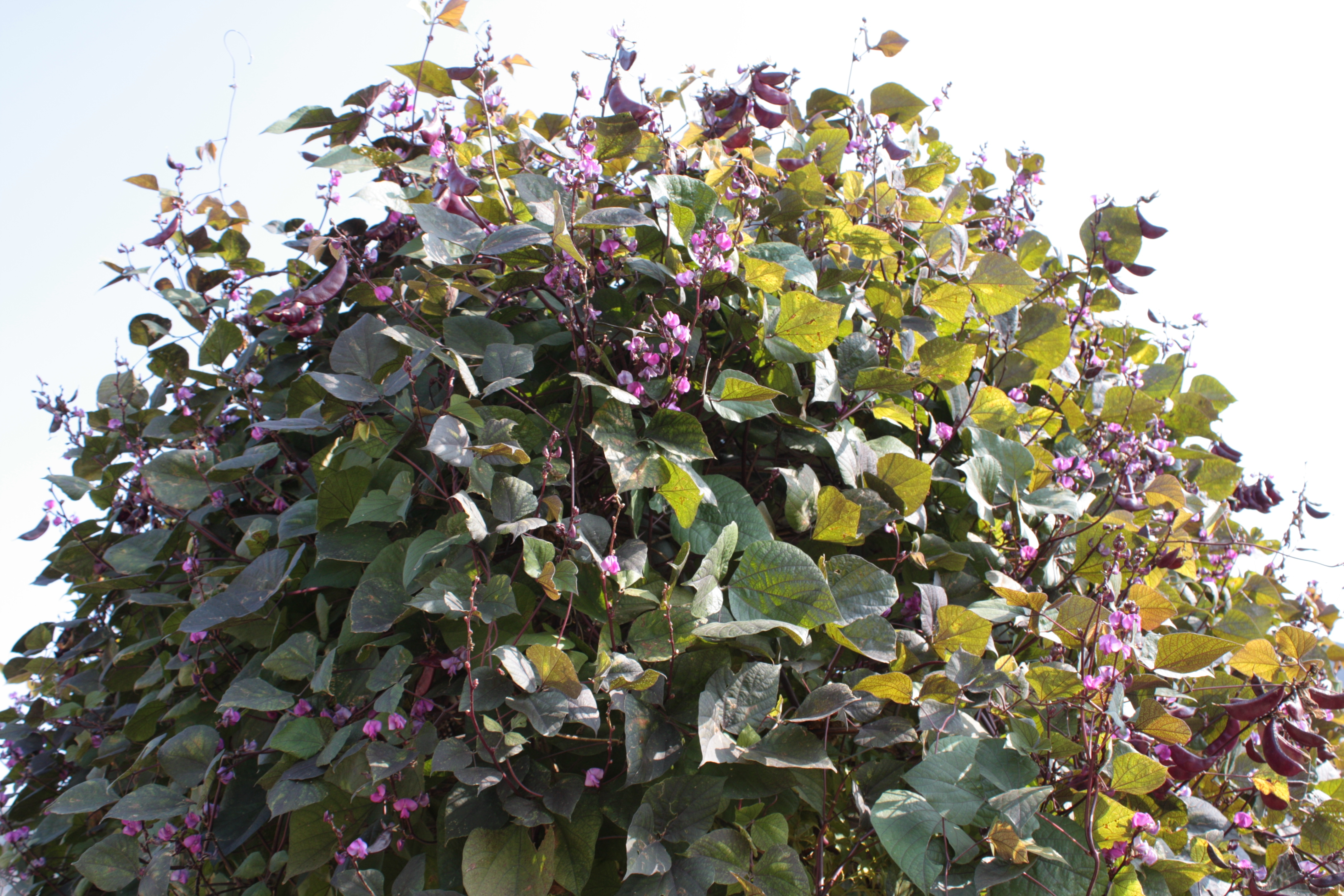
덩굴
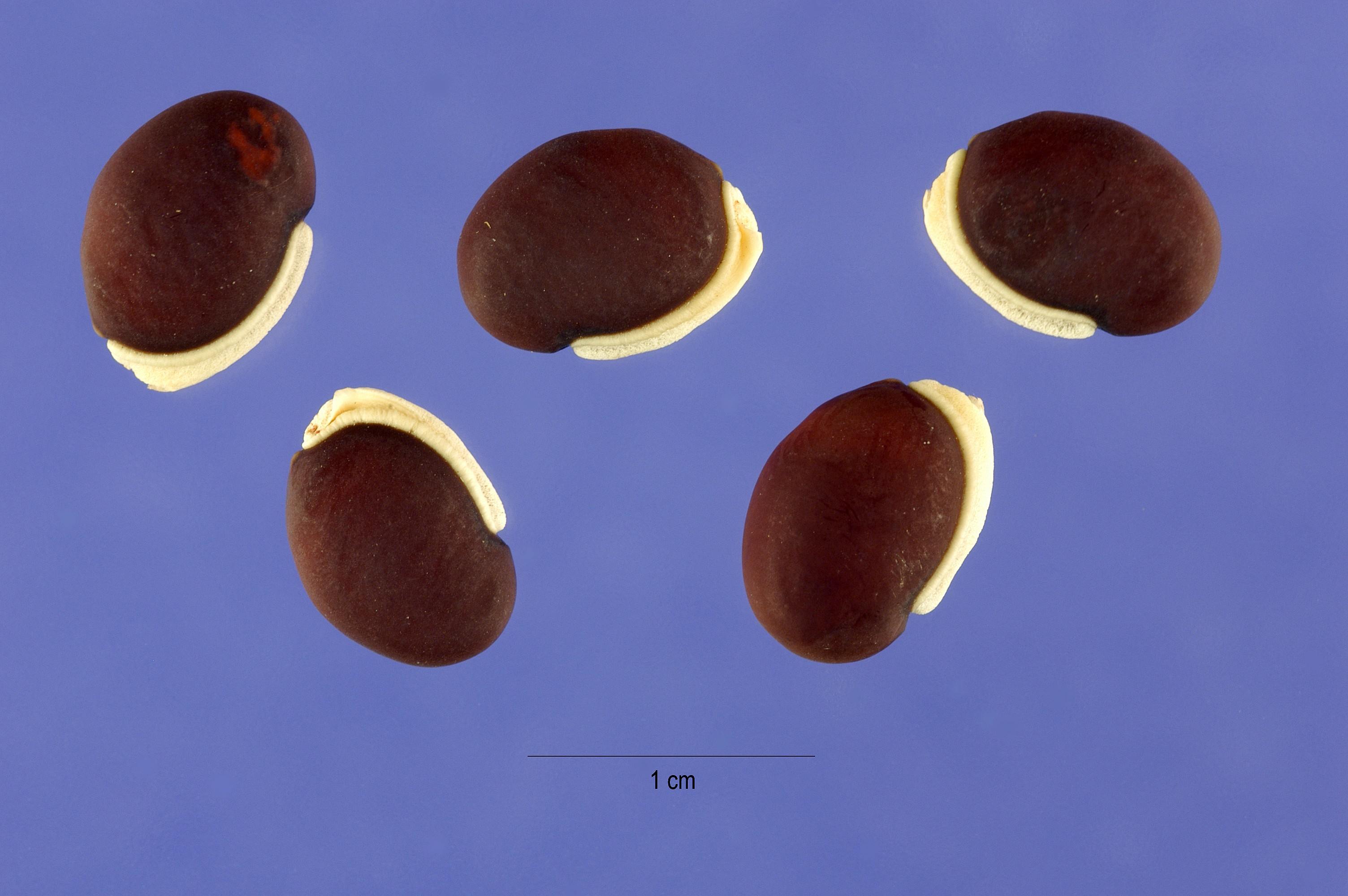

- 씨=콩